# Santa Marta de Tormes
Santa Marta de Tormes – gmina w Hiszpanii, w prowincji Salamanka, w Kastylii i León, o powierzchni 10,01 km². W 2011 roku gmina liczyła 14 920 mieszkańców.